# Chartres River
Chartres River är ett vattendrag i territoriet Falklandsöarna (Storbritannien). Det ligger i den västra delen av ögruppen, 150 km väster om huvudstaden Stanley.